# Jalma la double

Jalma la double est un film français réalisé par Roger Goupillières, sorti en 1928.

## Synopsis
Deux jeunes français tentent de faire évader deux jeunes filles des prisons du Sultan à Constantinople.

## Fiche technique
- Réalisation : Roger Goupillières
- Scénario : Jean-Louis Bouquet, Roger Goupillières d'après un roman de Paul d'Ivoi
- Production : Société des Cinéromans
- Distribution : Pathé Rural[1]
- Photographie : Nicolas Bourgassoff, Georges Daret
- Date de sortie :
  - France : 1er février 1928

## Distribution
- Burhanneddin : Mourad V
- Acho Chakatouny : Le colonel Yerba
- Raoul Chennevières : Ali
- Lucien Dalsace : Jean-Paul Renaud
- Hugues de Bagratide : le sultan Abdul Hamid
- Georges Deneubourg  : Le vice-consul
- Brindusa Grozavescu : Jalma
- Huguette Hefti : L'autre Jalma
- Marcel Lesieur : Moukdar
- Émile Mylo : Malouk
- Georges Tourreil : Alcide Malaric